# Гусейнов, Бахадур Акимхан оглы
Бахадур Акимхан оглы Гусейнов (азерб. Bahadır Həkimxan oğlu Hüseynov; 1922, Сальянский уезд — ?) — советский азербайджанский животновод, Герой Социалистического Труда (1958).

## Биография
Родился в 1922 году в селе Булаглы Сальянского уезда Азербайджанской ССР (по другой версии — в селе Булаглы, ныне Имишлинский район).
С 1945 года старший чабан овцеводческого совхоза «Дружба» (бывший Мильский) Ждановского района. Участвовал в ВДНХ, где получил в 1959 году малую золотую, а в 1967 году бронзовую медаль.
Указом Президиума Верховного Совета СССР от 21 ноября 1958 года за выдающиеся успехи, достигнутые в деле развития овцеводства и увеличения производства шерсти Гусейнову Бахадуру Акимхан оглы/кызы присвоено звание Героя Социалистического Труда с вручением ордена Ленина и золотой медали «Серп и Молот».
Активно участвовал в общественной жизни Азербайджана. Член КПСС с 1959 года.
С 2002 года президентский пенсионер.